# ماثيو ريتش
ماثيو ريتش (بالإنجليزية: Matthew Rich)‏ هو لاعب هوكي الجليد بريطاني، ولد في 24 يونيو 1987 في غلاسكو في المملكة المتحدة.

## وصلات خارجية
- ماثيو ريتش على موقع EliteProspects.com (الإنجليزية)
- ماثيو ريتش على موقع HockeyDB.com (الإنجليزية)